# Nuoto ai campionati mondiali di nuoto 2007 - 50 metri dorso femminili
La gara di nuoto dei 50 metri dorso femminili dei campionati mondiali di nuoto 2007 è stata disputata il 28 e 29 marzo presso la Rod Laver Arena di Melbourne.
Vi hanno preso parte 95 atlete.
La competizione è stata vinta dalla nuotatrice statunitense Leila Vaziri, mentre l'argento e il bronzo sono andati rispettivamente alla bielorussa Aljaksandra Herasimenja e all'australiana Tayliah Zimmer.

## Podio
| Posizione | Atleta                  | Nazionalità |
| --------- | ----------------------- | ----------- |
| Oro       | Leila Vaziri            | Stati Uniti |
| Argento   | Aljaksandra Herasimenja | Bielorussia |
| Bronzo    | Tayliah Zimmer          | Australia   |

## Programma
| Data          | Ora   | Turno      |
| ------------- | ----- | ---------- |
| 28 marzo 2007 | 10:00 | Batterie   |
| 28 marzo 2007 | 19:14 | Semifinali |
| 29 marzo 2007 | 20:24 | Finale     |

## Record
Prima della manifestazione il record del mondo e il record dei campionati erano i seguenti.
| Record mondiale       | 28"19 | Janine Pietsch Germania      | 25 maggio 2005 Berlino, Germania   |
| Record dei campionati | 28"30 | Natalie Coughlin Stati Uniti | 27 marzo 2007 Melbourne, Australia |

Durante l'evento sono stati migliorati ed eguagliati i seguenti record:
| Data     | Evento     | Atleta       | Nazione     | Tempo | Record                |
| -------- | ---------- | ------------ | ----------- | ----- | --------------------- |
| 28 marzo | Batterie   | Leila Vaziri | Stati Uniti | 28"25 | Record dei campionati |
| 28 marzo | Semifinale | Leila Vaziri | Stati Uniti | 28"16 | Record mondiale       |
| 29 marzo | Finale     | Leila Vaziri | Stati Uniti | 28"16 | =                     |

## Risultati

### Batterie
I migliori 16 tempi accedono alle semifinali
| Pos. | Batteria | Corsia | Atleta                      | Nazionalità                   | Tempo | Note |
| ---- | -------- | ------ | --------------------------- | ----------------------------- | ----- | ---- |
| 1    | 9        | 1      | Leila Vaziri                | Stati Uniti                   | 28.25 | Q    |
| 2    | 10       | 4      | Aleksandra Gerasimenya      | Bielorussia                   | 28.71 | Q    |
| 3    | 10       | 2      | Laure Manaudou              | Francia                       | 28.84 | Q    |
| 4    | 12       | 4      | Janine Pietsch              | Germania                      | 28.85 | Q    |
| 4    | 12       | 3      | Reiko Nakamura              | Giappone                      | 28.85 | Q    |
| 6    | 11       | 5      | Mai Nakamura                | Giappone                      | 28.89 | Q    |
| 7    | 9        | 6      | Margaret Hoelzer            | Stati Uniti                   | 28.93 | Q    |
| 7    | 10       | 5      | Emily Seebohm               | Australia                     | 28.93 | Q    |
| 9    | 11       | 4      | Zhao Jing                   | Cina                          | 29.00 | Q    |
| 9    | 12       | 5      | Tayliah Zimmer              | Australia                     | 29.00 | Q    |
| 11   | 12       | 7      | Iryna Amshennikova          | Ucraina                       | 29.01 | Q    |
| 12   | 11       | 3      | Chang Gao                   | Cina                          | 29.02 | Q    |
| 13   | 9        | 7      | Fabíola Molina              | Brasile                       | 29.04 | Q    |
| 14   | 10       | 6      | Anastasia Zueva             | Russia                        | 29.05 | Q    |
| 15   | 10       | 3      | Hannah McLean               | Nuova Zelanda                 | 29.14 | Q    |
| 16   | 12       | 6      | Antje Buschschulte          | Germania                      | 29.22 | Q    |
| 17   | 12       | 1      | Elena Gemo                  | Italia                        | 29.25 |      |
| 18   | 8        | 5      | Kateryna Zubkova            | Ucraina                       | 29.37 |      |
| 19   | 11       | 2      | Louise Ørnstedt             | Danimarca                     | 29.38 |      |
| 20   | 9        | 3      | Hiu Wai Sherry Tsai         | Hong Kong                     | 29.39 |      |
| 21   | 10       | 7      | Nikolett Szepesi            | Ungheria                      | 29.46 |      |
| 21   | 12       | 2      | Mercedes Peris              | Spagna                        | 29.46 |      |
| 23   | 10       | 1      | Sanja Jovanović             | Croazia                       | 29.52 |      |
| 24   | 11       | 8      | Fabienne Nadarajah          | Austria                       | 29.54 |      |
| 25   | 11       | 6      | Hinkelien Schreuder         | Paesi Bassi                   | 29.61 |      |
| 26   | 11       | 1      | Li Tao                      | Singapore                     | 29.63 |      |
| 27   | 8        | 7      | Karin Prinsloo              | Sudafrica                     | 29.66 |      |
| 28   | 12       | 8      | Liz Coster                  | Nuova Zelanda                 | 29.73 |      |
| 29   | 8        | 3      | Kelly Stefanyshyn           | Canada                        | 29.77 |      |
| 30   | 9        | 4      | Anna Gostomelsky            | Israele                       | 29.84 |      |
| 31   | 9        | 5      | Esther Baron                | Francia                       | 29.88 |      |
| 32   | 10       | 8      | Tine Bossuyt                | Belgio                        | 30.00 |      |
| 33   | 9        | 8      | Evelyn Verrasztó            | Ungheria                      | 30.03 |      |
| 34   | 7        | 7      | Triin Aljand                | Estonia                       | 30.04 |      |
| 35   | 11       | 7      | Nam Eun Lee                 | Corea del Sud                 | 30.19 |      |
| 36   | 7        | 3      | Iwona Lefanowicz            | Polonia                       | 30.33 |      |
| 37   | 8        | 4      | Jorina Aerents              | Belgio                        | 30.38 |      |
| 38   | 9        | 2      | Yoo Jin Jung                | Corea del Sud                 | 30.39 |      |
| 39   | 8        | 2      | Therese Svendsen            | Svezia                        | 30.44 |      |
| 40   | 8        | 8      | Chanelle Van Wyk            | Sudafrica                     | 30.52 |      |
| 41   | 8        | 6      | Lynette Ng                  | Singapore                     | 30.53 |      |
| 42   | 8        | 1      | Kiera Aitken                | Bermuda                       | 30.61 |      |
| 43   | 7        | 4      | Carolina Colorado           | Colombia                      | 30.67 |      |
| 44   | 7        | 1      | Carin Moller                | Svezia                        | 30.73 |      |
| 45   | 7        | 5      | Caroline Pickering Puamau   | Figi                          | 31.07 |      |
| 46   | 6        | 8      | Natalie Ferdinand           | Barbados                      | 31.13 |      |
| 47   | 6        | 4      | Massie Milagros Carrillo    | Perù                          | 31.14 |      |
| 48   | 7        | 2      | Nazli Ege Calisal           | Turchia                       | 31.40 |      |
| 49   | 6        | 6      | Melanie Nocher              | Irlanda                       | 31.52 |      |
| 50   | 5        | 4      | Felicia Leksono             | Indonesia                     | 31.68 |      |
| 51   | 7        | 6      | Man Hsu Lin                 | Taipei cinese                 | 31.69 |      |
| 52   | 5        | 3      | Lourdes Villaseñor          | Messico                       | 31.94 |      |
| 53   | 6        | 7      | Wenika Kaewchaiwong         | Thailandia                    | 32.08 |      |
| 54   | 6        | 3      | Khadija Ciss                | Senegal                       | 32.14 |      |
| 55   | 1        | 1      | Layla Alghul                | Giordania                     | 32.18 |      |
| 56   | 4        | 4      | Cheok Mei Ma                | Macao                         | 32.22 |      |
| 56   | 5        | 2      | Obia Inyengivyikabo         | Nigeria                       | 32.22 |      |
| 58   | 4        | 2      | Christie Bodden             | Panama                        | 32.29 |      |
| 59   | 5        | 5      | Weng Kuan                   | Macao                         | 32.35 |      |
| 60   | 6        | 5      | Hsu Jung He                 | Taipei cinese                 | 32.43 |      |
| 61   | 6        | 1      | Sook Fun Chai               | Malaysia                      | 32.46 |      |
| 62   | 4        | 1      | Kiran Khan                  | Pakistan                      | 32.61 |      |
| 63   | 4        | 3      | Jonay Briedenhann           | Namibia                       | 32.70 |      |
| 64   | 5        | 7      | Olga Gnedovskaya            | Uzbekistan                    | 32.76 |      |
| 65   | 3        | 5      | Jessica Teixeira Vieira     | Mozambico                     | 32.93 |      |
| 65   | 6        | 2      | Slavica Pavic               | Perù                          | 32.93 |      |
| 67   | 3        | 4      | Siona Huxley                | Saint Lucia                   | 33.10 |      |
| 68   | 5        | 1      | Thi Cuc Hoang               | Vietnam                       | 33.18 |      |
| 69   | 5        | 6      | Maria Virginia Baez Franco  | Paraguay                      | 33.58 |      |
| 70   | 3        | 3      | Parita Parekh               | India                         | 33.75 |      |
| 71   | 4        | 8      | Lacy Palmer-Martin          | Saint Lucia                   | 33.94 |      |
| 72   | 3        | 6      | Marie Laura Meza Peraza     | Costa Rica                    | 33.98 |      |
| 73   | 4        | 7      | Rachel Fortunato            | Gibilterra                    | 34.12 |      |
| 74   | 3        | 7      | April Chang                 | Samoa                         | 34.17 |      |
| 75   | 4        | 5      | Ekaterina Mamatkulova       | Uzbekistan                    | 34.30 |      |
| 76   | 2        | 2      | Talisa Pace                 | Malta                         | 34.56 |      |
| 77   | 2        | 1      | Mercedes Milner             | Zambia                        | 34.80 |      |
| 78   | 4        | 6      | Dalia Massiel Torrez Zamora | Nicaragua                     | 34.85 |      |
| 79   | 2        | 4      | Debra Daniel                | Micronesia (bandiera)         | 34.98 |      |
| 80   | 2        | 5      | Anouchka Diane Etiennette   | Mauritius                     | 35.18 |      |
| 81   | 7        | 8      | Mirjana Stojanova           | Macedonia                     | 35.24 |      |
| 82   | 2        | 3      | Uche Monu                   | Nigeria                       | 35.33 |      |
| 83   | 2        | 6      | Judith Meauri               | Papua Nuova Guinea            | 35.39 |      |
| 84   | 3        | 2      | Maxine Pardo                | Gibilterra                    | 35.73 |      |
| 85   | 2        | 7      | Patricia Wellman            | Zambia                        | 36.07 |      |
| 86   | 2        | 8      | Telmen Batjargal            | Monaco                        | 36.67 |      |
| 87   | 3        | 8      | Amber Sikosang Yobech       | Palau                         | 36.97 |      |
| 88   | 1        | 3      | Natasha Ratter              | Uganda                        | 37.42 |      |
| 89   | 1        | 4      | Kelly How Tam Fat           | Mauritius                     | 37.52 |      |
| 90   | 1        | 6      | Sainzaya Khurelbaatar       | Mongolia                      | 37.80 |      |
| 91   | 1        | 2      | Sarah Elizabeth Johnson     | Isole Marianne Settentrionali | 37.86 |      |
| 92   | 5        | 8      | Teran Matthews              | Saint Vincent e Grenadine     | 39.02 |      |
| 93   | 1        | 5      | Olga Hachatryan             | Turkmenistan                  | 39.48 |      |
| -    | 1        | 7      | Gloria Koussihouede         | Benin                         | DNS   |      |
| -    | 3        | 1      | Anisa Curraj                | Albania                       | DNS   |      |

### Semifinali
I migliori 8 tempi accedono alla finale
| Pos. | Batteria | Corsia | Atleta                  | Nazionalità   | Tempo | Note |
| ---- | -------- | ------ | ----------------------- | ------------- | ----- | ---- |
| 1    | 2        | 4      | Leila Vaziri            | Stati Uniti   | 28.16 | Q    |
| 2    | 1        | 4      | Aljaksandra Herasimenja | Bielorussia   | 28.38 | Q    |
| 3    | 1        | 5      | Reiko Nakamura          | Giappone      | 28.58 | Q    |
| 4    | 2        | 3      | Mai Nakamura            | Giappone      | 28.59 | Q    |
| 5    | 2        | 5      | Janine Pietsch          | Germania      | 28.72 | Q    |
| 6    | 1        | 6      | Zhao Jing               | Cina          | 28.74 | Q    |
| 7    | 2        | 2      | Tayliah Zimmer          | Australia     | 28.78 | Q    |
| 8    | 2        | 7      | Chang Gao               | Cina          | 28.81 | Q    |
| 9    | 2        | 1      | Anastasia Zueva         | Russia        | 28.85 |      |
| 10   | 1        | 2      | Iryna Amshennikova      | Ucraina       | 28.91 |      |
| 11   | 1        | 3      | Margaret Hoelzer        | Stati Uniti   | 28.94 |      |
| 12   | 2        | 8      | Antje Buschschulte      | Germania      | 29.00 |      |
| 13   | 1        | 7      | Fabíola Molina          | Brasile       | 29.02 |      |
| 14   | 2        | 6      | Emily Seebohm           | Australia     | 29.04 |      |
| 15   | 1        | 1      | Hannah McLean           | Nuova Zelanda | 29.22 |      |
| 16   | 1        | 8      | Elena Gemo              | Italia        | 29.94 |      |

### Finale
| Pos. | Corsia | Atleta                  | Nazionalità | Tempo | Note            |
| ---- | ------ | ----------------------- | ----------- | ----- | --------------- |
|      | 4      | Leila Vaziri            | Stati Uniti | 28.16 | Record mondiale |
|      | 5      | Aljaksandra Herasimenja | Bielorussia | 28.46 |                 |
|      | 1      | Tayliah Zimmer          | Australia   | 28.50 |                 |
| 4    | 7      | Zhao Jing               | Cina        | 28.54 |                 |
| 5    | 3      | Reiko Nakamura          | Giappone    | 28.64 |                 |
| 6    | 8      | Chang Gao               | Cina        | 28.70 |                 |
| 7    | 6      | Mai Nakamura            | Giappone    | 28.86 |                 |
| 8    | 2      | Janine Pietsch          | Germania    | 28.87 |                 |